# Ungdomsskole
En ungdomsskole er i vore dage et kommunalt tilbud til unge i alderen 14-18 år om supplerende undervisning uden for skoletiden. Den kan sammenlignes med aftenskolen, hvor eleverne normalt er over 18 år.
Oprindelig var ungdomsskoleundervisningen ikke et supplerende tilbud, men var tiltænkt unge mennesker, der var gået ud af skolen efter konfirmationen i 14-års alderen, sådan som det var almindeligt indtil slutningen af 1960'erne, hvor undervisningspligten var 7-årig. De havde så mulighed for at dygtiggøre sig i en række fag ved siden af, at de havde en læreplads.
I en anden betydning er ungdomsskole det samme som en efterskole, f.eks. Ladelund Ungdomsskole.